# Centro Deportivo 31 de Octubre
El Centro Deportivo 31 de Octubre es un equipo de fútbol profesional de Otavalo, Provincia de Imbabura, Ecuador. Fue fundado el 19 de febrero de 2007 y se desempeña en la Segunda División.
Está afiliado a la Asociación de Fútbol Profesional de Imbabura.

## Estadio
- Datos: Q5761222